# Weißenstädter Kellerwelt

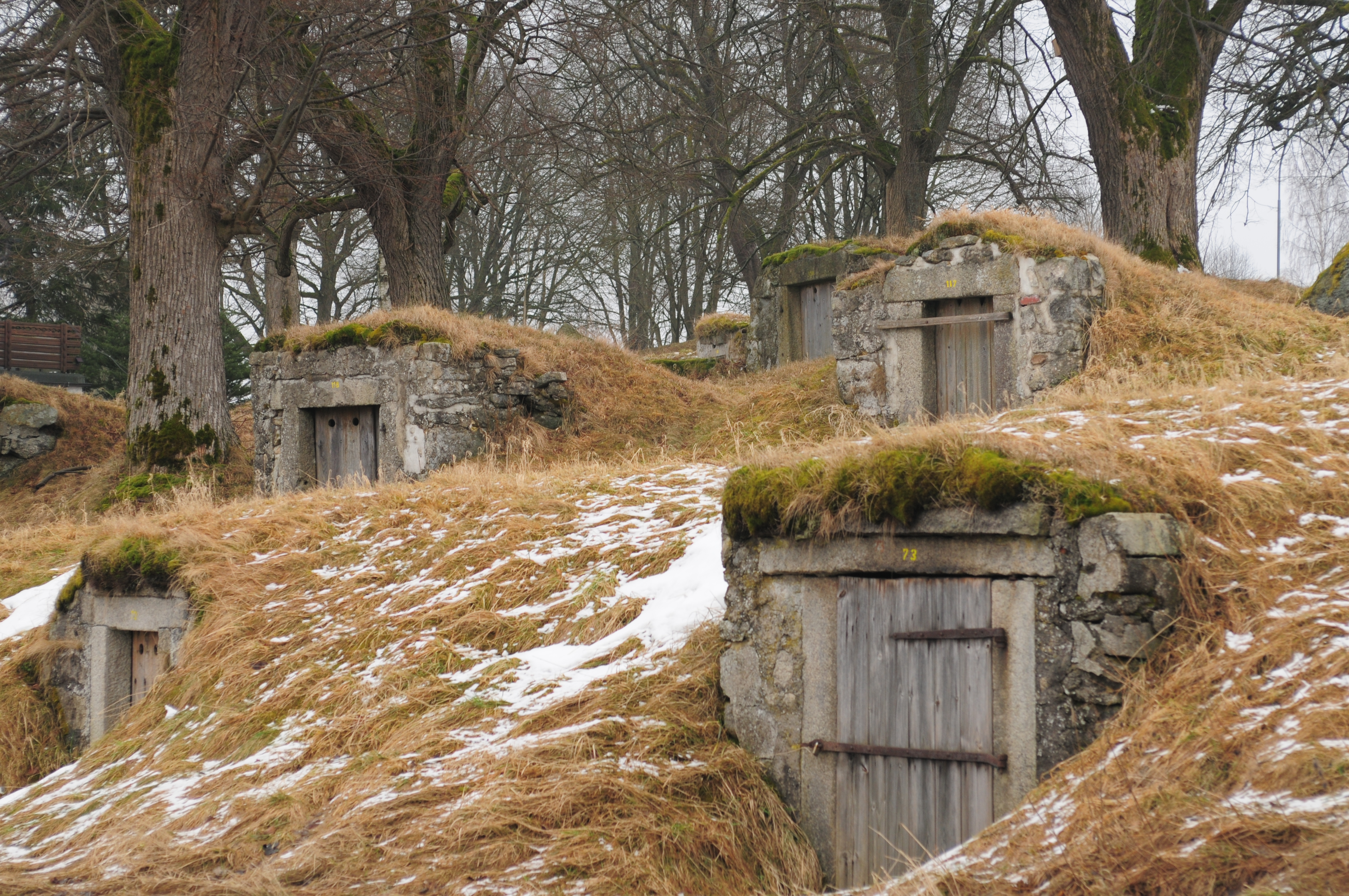
Felsenkeller in Bad Weißenstadt

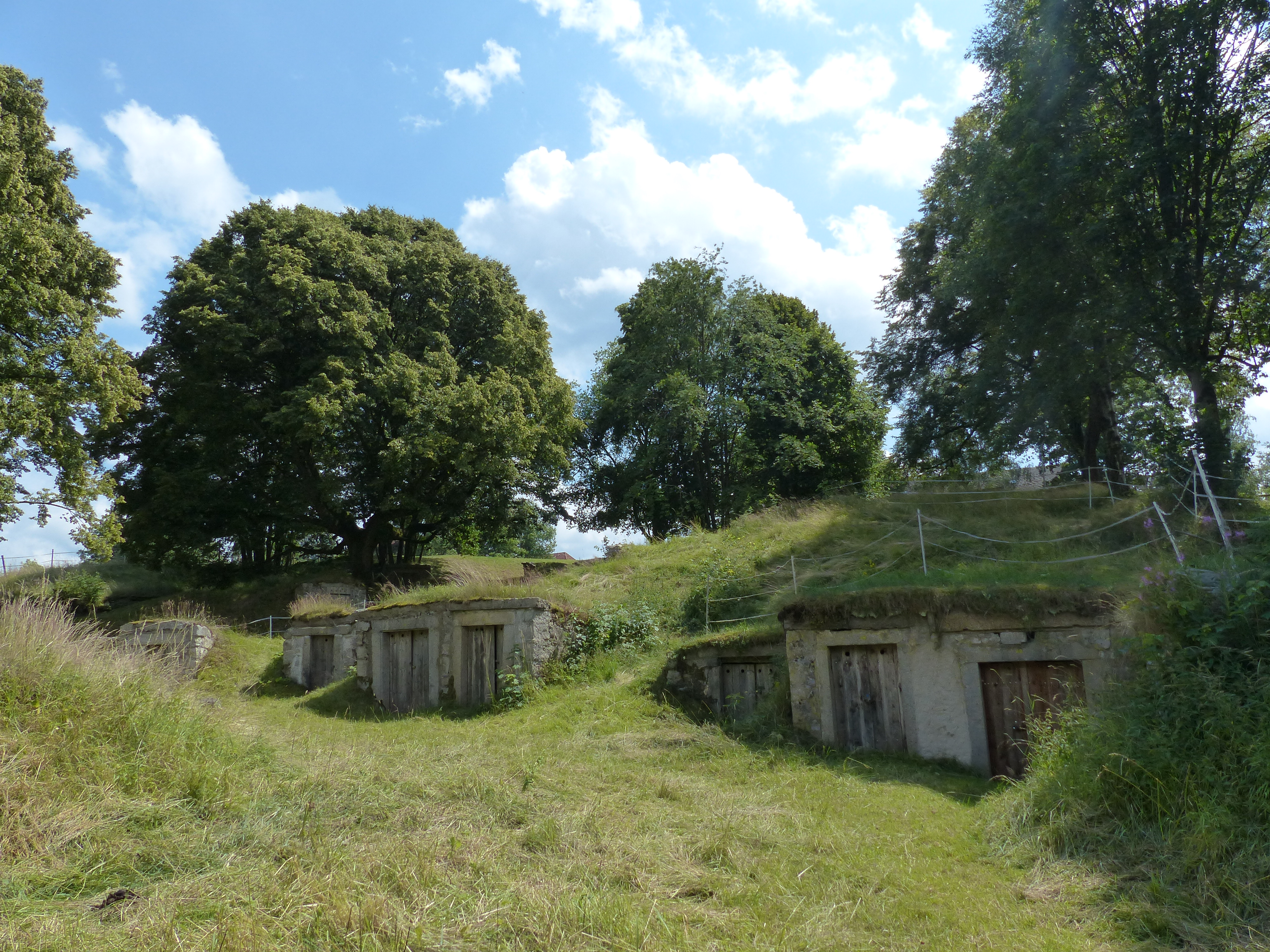
Weitere Ansicht

Die Felsenkeller in der Weißenstädter Kellerwelt in Bad Weißenstadt sind in den Granit gemeißelte Kellergänge von erheblicher Länge mit Seitenstollen. Von den insgesamt 200 ehemaligen Felsenkellern sind noch etwa 130 Keller vorhanden. Sie entstanden im 18. Jahrhundert. Die Anlagen im Granitgestein sowie eine gute Erdüberdeckung isolieren die Keller im Winter gegen Frost und im Sommer gegen Hitze.

## Verwendung der Keller
Die Felsenkeller dienten als Vorratskammern für Feldfrüchte, vor allem für Kartoffeln, Rüben und als Lagerräume für Bier und Eis. Die konstanten Temperaturen im Sommer und Winter ermöglichten die Aufbewahrung von Eis. Heute werden die meisten Keller nicht mehr verwendet, sie dienen Fledermäusen als Winterquartier.

## Denkmalschutz
Die Weißenstädter Kellerwelt ist als Baudenkmal von Bad Weißenstadt denkmalgeschützt und wurde in die Bayerische Denkmalliste eingetragen. 